# Vila Haddad
Vila Haddad é um bairro cuja geografia está contida em região recentemente desmembrada do bairro Chico de Paula na cidade de Santos, reconhecida pela cidade em 2005.
A pequena área que o envolve, comparativamente a outros bairros da cidade, e que é notória por um núcleo antigo de moradores de um loteamento que deu origem ao reconhecimento de seu nome, apresenta-se com uma estrutura de interligação viária entre a Rodovia Anchieta, a Avenida Nossa Senhora de Fátima e Rua Ana Santos, onde predominam empresas transportadoras de cargas e contêineres entre residências e comércio atacadista, denotando sua importância logística. Abriga serviço municipal de assistência de saúde para atender seus cerca de 200 moradores e de milhares nos bairros Alemoa e Chico de Paula.
Importante acesso para moradores que transitam entre a região situada à Zona Noroeste da cidade e Centro, considerando ainda o acesso rodoviário a quem transita da capital para a cidade, seus acessos possuem grande tráfego de veículos desde bicicletas até carretas de cargas, muitas vezes evidentes com alagamentos, fluxo de paulistas para feriados e fim-de-semana, ou ainda no horário de pico do meio-de-semana.
São esperadas na região a aplicação de investimentos para combater os problemas da região no sentido de dinamizar com impacto no trânsito seja dos moradores não só do bairro mas com reflexos na cidade como todo, bem como no impacto comercial ou turístico, refletindo na qualidade de vida para a cidade e satisfação dos que ingressam na cidade possam retornar com maior liberdade.